# Сојервил (Илиноис)
Сојервил (енгл. Sawyerville) град је у америчкој савезној држави Илиноис.

## Демографија
По попису из 2010. године број становника је 279, што је 16 (-5,4%) становника мање него 2000. године.
| Група             | 2000.       | 2010.       |
| Белци             | 288 (97,6%) | 264 (94,6%) |
| Афроамериканци    | 2 (0,7%)    | 1 (0,4%)    |
| Азијати           | 0 (0,0%)    | 1 (0,4%)    |
| Хиспаноамериканци | 0 (0,0%)    | 3 (1,1%)    |
| Укупно            | 295         | 279         |